# مجله آمریکایی پرستاری کودکان
مجله آمریکایی پرستاری کودکان (به انگلیسی: Pediatric Nursing) نام مجلهٔ نقد همترازی پرستاری کودکان است که در آمریکا به وسیلهٔ انتشارات ژانتی (Jannetti Publications) به صورت دوماهنامه و در زمینه عملیات بالینی، آموزش‌ها و پژوهش‌ها و مدیریت پرستاری کودکان منتشر می‌شود.